# Qui a tiré sur M. Burns ?
Qui a tiré sur M. Burns ? (Who Shot Mr. Burns?) est le titre d'un double épisode de la série télévisée d'animation Les Simpson. La première partie est le dernier épisode de la saison 6 et la deuxième partie est le 1er (2e lors de la diffusion en France) épisode de la saison 7. Il s'agit alors du premier épisode de la série à être décomposé en deux parties distinctes. 

## Synopsis

### Partie 1
Lorsque Willie creuse dans la buanderie de l'école pour y enterrer une gerbille morte, il découvre que l'école a été construite sur un gisement de pétrole. Un puits est alors construit, dont l'école devient propriétaire, et le Principal Skinner profite de cette manne financière pour accéder aux doléances des employés de l'école et créer de nouveaux cours.
Ce gisement attire néanmoins la convoitise de M. Burns, qui parvient après plusieurs manœuvres à subtiliser le pétrole et la propriété de la nappe en créant son propre forage oblique à côté de la Taverne de Moe.
Burns provoque alors la ruine de l'école de Springfield, avec pour conséquences le renvoi de Willie et la suppression des cours de musique ainsi que la fermeture de la Taverne de Moe (à cause des gaz toxiques émis par sa pompe), rend infirme Petit Papa Noël, rend Homer fou de rage en ne se souvenant jamais de son nom, renvoie Smithers car ce dernier s'oppose à l'idée de Burns de cacher le soleil pour gagner plus d'argent en obligeant les gens à s'éclairer le jour, projet qu'il réalise au grand dam des habitants de Springfield. Tout le monde a ainsi quelque chose contre lui. C'est alors qu'on lui tire dessus un coup de revolver. Burns s'effondre sur le cadran solaire.

### Partie 2
Toute la ville se demande qui peut bien être l'assassin. Les premiers soupçons se tournent sur Smithers, retrouvé ivre le lendemain de la tentative d'assassinat. Il pense lui-même être le coupable, car il lui est revenu avoir tiré sur un vieil homme la veille, alors qu'il était pressé de rentrer chez lui. Finalement, il s'agissait d'un autre homme et Smithers est innocenté.
Essayant de trouver une piste plausible parmi les nombreux ennemis de Mr Burns, la police interroge les principaux suspects apportés par l'investigation de Lisa, mais aucun, que ce soit le proviseur Skinner, Willie ou Moe, ne semble avoir un véritable mobile pour le crime.
En trouvant un cil après avoir analysé les vêtements de Mr Burns, les analyses d'ADN confirment que celui-ci appartient à la famille des Simpsons. L'équipe de Wiggum arrive immédiatement fouiller la maison, lorsqu'elle trouve un revolver caché dans la voiture, avec la même douille de balle que celle qui a tiré sur Burns. C'est Homer qui est soupçonné, ayant été auparavant en colère contre lui, et arrêté. Il tente de s'enfuir et retrouver Burns à l'hôpital.
Finalement Mr Burns se réveille, ayant été en état stationnaire, et dévoile la vérité sur le soir de son meurtre : lorsqu'il a l'idée de se promener dans la ville après une conférence houleuse à la mairie, il aperçoit Maggie dans la voiture des Simpsons, et se jette sur elle pour lui prendre une sucette, à la suite d'une conversation anecdotique avec Smithers. Mais il échoue et son arme de défense finit dans les mains de Maggie qui appuie sur la détente. Il est ainsi retrouvé « mort » sur le cadran solaire de la ville. L'épisode se termine par un gros plan sur Maggie, laissant un suspens aux spectateurs ; l'aurait-elle fait exprès ?

## Indices
- Au gag du tableau de la Partie 1, il est écrit "Ceci n'est pas un indice... Ou peut-être que si ? ". Lors du gag du canapé de la Partie 2, lorsque les Simpson sont devant la feuille, Maggie se montre du doigt...

- Ironiquement, Maggie est, avec Petit Papa Noël, le premier témoin interrogé par la police. Par la suite, Marge dira que « le coupable n'est jamais celui qu'on soupçonne en premier », ce à quoi Lisa rétorque qu'« en fait dans 95 % des cas c'est lui ».
- Dans la partie 1, lorsque Burns dit "Vous parlez tous beaucoup. Mais qui ici aura le cran de m’arrêter ?", tout le monde détourne le regard sauf Maggie.
- Lorsque Burns expose son plan à Smithers, celui-ci pointe du doigt le cadran solaire en face de l’hôtel de ville. Cet indice fait référence au moment où Lisa explique que Burns s'est effondré en montrant simultanément l'Ouest et le Sud, qui du point de vue de Burns se lisaient M et S pour Maggie Simpson.

- Dans la partie 2, aux alentours de la huitième minute, Lisa, assise sur le canapé en compagnie d'Homer, Marge et Abraham prononce la phrase "Je ne vois personne dans notre famille capable d'accomplir un meurtre". Maggie qui dormait à leurs pieds sur le tapis près du chat ouvre les yeux et se lève à ce moment précis.

## Suspects
- Homer Simpson (il ne se souvient jamais de son nom)
- Waylon Smithers (viré car supportant de moins en moins les plans machiavéliques de son patron)
- École : (exploitation pétrolière oblique volée par Burns)
  - Willie (il voulait un seau en cristal pour laver le sol et des chiffons à poussière en soie, mais il a été mis au chômage technique)
  - Dorris (elle souhaitait un nouveau personnel de cafétéria)
  - Lisa (elle souhaitait de nouveaux cours de jazz)
  - Ralph (il rêvait de microscopes en chocolat)
  - Otto (il demandait des doubles guitares)
  - M. Largo et Tito Puente (ce dernier souhaitait enseigner le jazz à l'école, mais les deux professeurs ont été mis au chômage technique en raison du détournement de l'exploitation pétrolière)
  - le principal Skinner de même que l'intégralité du personnel et des élèves de l'école (les augmentations et bourses ont été perdues avec le pétrole)
- Bart & Petit Papa Noël (ce dernier est devenu handicapé à cause de l'exploitation pétrolière oblique)
- Moe, Barney et les alcooliques du bar (fermeture du bar en raison des vapeurs causées par l'exploitation de pétrole)
- Abraham Simpson et les retraités (maison de retraite détruite par un tremblement de terre causée par l'extraction de pétrole)
- Tous les autres habitants de la ville (M. Burns a caché le soleil)

## Erreurs
- Dans la 1re partie, Tahiti Mel est appelé Tahiti Bob.
- Le principal Skinner dit ne pas avoir de haut-parleur et de secrétaire, mais dans l'épisode Bart le génie, il en a.
- En version française uniquement, à la fin du 1er épisode, M. Burns dit au tueur "Ah, c'est vous" alors que dans le flash-back du second, il dit "Ah, c'est toi". Cette erreur est due à un décalage linguistique avec la version originale en anglais, la deuxième personne se disant "you" au singulier comme au pluriel.
- Dans la seconde partie, lorsque la police vient interroger Jasper Beardley, la maison de retraite est intacte alors qu'elle avait été en grande partie détruite lors de la première partie.
- Après que l'exploitation de pétrole de l'école eut été volée par Burns, l'un des personnages rétorque à Skinner qu'elle est normalement de droit à l'école, vu qu'elle est juste en dessous d'elle et l'école au dessus, mais Skinner réplique en disant que la loi dit que c'est le premier qui exploite l’exploitation qui en est le propriétaire, or, cette loi ne concerne que les gisements Offshores (c'est-à-dire en pleine mer).